# Gimigliano
Gimigliano (Gimigghiànu) je obec a město v provincii Catanzaro nacházející se v regionu Kalábrie na jihu Itálie. Podle údajů z 31. prosince 2016 v obci žilo 3 341 obyvatel.

## Poloha
Gimigliano se nachází asi 20 km severozápadně od města Catanzaro v údolí řeky Corace. Mezi sousední obce města patří Carlopoli, Catanzaro, Cicala, Decollatura, Fossato Serralta, Pentone, San Pietro Apostolo, Sorbo San Basile, Soveria Mannelli a Tiriolo. 